# Cancelli
Cancelli – balustrada oddzielająca nawę od prezbiterium; określenie stosowane także do balustrady wydzielającej we wnętrzu kościoła część przy ołtarzu przeznaczoną dla kleru od pozostałego pomieszczenia.